# Emilio Arellano
Emilio Arellano (* 21. November 2002 in Öhringen) ist ein spanischer Kunstradfahrer. Er ist Weltmeister im Einer-Kunstradfahren.

## Leben
Emilio Arellano begann im Alter von vier Jahren mit dem Kunstradfahren. Er startet für den RV Oberjesingen, sein Trainer ist sein Vater, der ehemalige Kunstradfahrer José Arellano.
Am 27. Oktober 2024 erfuhr er erstmals bei einer Weltmeisterschaft Gold. Zuvor war er 2016 in der Altersklasse der Schüler mit Gold bei der Deutschen Meisterschaft ausgezeichnet worden.